# M/S Finnpartner
M/S Finnpartner är ett fartyg byggt på varvet Zgoda i Polen för Finnlines 1995. 
Fartyget byggdes om i Gdańsk 2007 och blev bland annat utrustad med bogport, ett extra passagerardäck och Finnlines karakteristiska blåa färg.
Fartyget trafikerar färjeruten Malmö-Travemünde.

## Egenskaper
- Löpmeter totalt: 3052
- Container-kapacitet (TEU): 130
- Container-kapacitet (TEU): 272

## Källhänvisningar
1. ↑  ”Finnpartner & Finntrader”. Finnlines. Arkiverad från originalet den 26 januari 2013. https://web.archive.org/web/20130126005005/http://www.finnlines.com/freight/vessels_and_equipment/vessels/finnpartner. Läst 12 januari 2013.
2. ↑  ”FINNPARTNER”. MarineTraffic.com. http://www.marinetraffic.com/ais/shipdetails.aspx?mmsi=266262000. Läst 12 januari 2013.
3. ↑  ”M/S Finnpartner”. FARTYGSSIDAN.se. Arkiverad från originalet den 13 augusti 2010. https://web.archive.org/web/20100813090808/http://www.fartygssidan.se/finnpartner.html. Läst 12 januari 2013.